# Swante Bengtsson
Swante Bengtsson, folkbokförd Svante Lennart Bengtsson, född 27 mars 1944 i Skålleruds församling, Älvsborgs län, är en svensk kristen musiker, låtskrivare och producent.
Bengtsson har sedan 1970-talet turnerat med sångaren Birgitta Edström med vilken han utgivit ett antal skivor. Duon har på senare år även genom Stiftelsen Make Mission Possible bedrivit hjälparbete. Han har även varit musiker åt sångaren Jan Sparring.

## Diskografi i urval
- Tidens tecken (1974)
- Tomma händer (Prim) (1979)
- Önskesånger
- Hemland (SB Music) (1991)
- Music - 22 Instrumental Melodies
- Funderingar (SB Music) (1993)
- 17 favoriter
- Stad i ljus
- Meditation
- Songs We Remember
- Ovan regnbågen
- Till glädje